# 10741 Valeriocarruba
10741 Valeriocarruba eller 1988 SF3 är en asteroid i huvudbältet som upptäcktes den 16 september 1988 av den amerikanska astronomen Schelte J. Bus vid Cerro Tololo. Den är uppkallad efter astronomen Valerio Carruba.
Asteroiden har en diameter på ungefär 6 kilometer och den tillhör asteroidgruppen Maria.